# Euchaetes helena
Euchaetes helena là một loài bướm đêm thuộc phân họ Arctiinae, họ Erebidae.